# 李嘉 (台灣導演)
李嘉（1923年9月23日—1994年12月25日），福建人，廈門大學歷史學系畢業，台灣電影導演。

## 生平
中國抗日戰爭勝利之後，李嘉在廈門星系報業的《星光日報》，先後擔任記者、編輯與編審。1947年來到台灣省農會工作。1951年轉入農業教育電影公司，擔任農業紀錄片劇本的編劇。1954年農教與台灣電影公司合併改組為中央電影公司，先後任編審及製片處製作主任。1955年起，中影製片廠外借給民營製片公司拍攝台語片，期間作品有《補破網》、《痲瘋女》、《捉鬼記》等。
後來李嘉執導多部國語片，曾以《我女若蘭》獲得第5屆金馬獎最佳導演，以《大摩天嶺》獲得第20屆亞太影展最佳導演。也在中華電視公司製作連續劇。
1971至1975年間，李嘉在華視製作連續劇《西螺七劍》、《嘉慶君與王得祿》、《保鑣》。1979年，李嘉擔任華視戲劇指導（導演）。1994年12月25日，李嘉於心臟手術後大量出血，病逝於新光醫院。

## 作品
- 1956年：《補破網》
- 1961年：《海埔春潮》
- 1962年：《黑夜到黎明》
- 1962年：《峽谷君魂》
- 1964年： 《蚵女》
- 1965年： 《雷堡風雲》
- 1966年： 《我女若蘭》
- 1966年： 《還我河山》
- 1967年： 《貂蟬與呂布》
- 1968年： 《生命之歌》
- 1968年： 《青龍鎮》
- 1970年： 《高山青》
- 1970年： 《你的名字是愛情》
- 1970年： 《小人物出頭記》
- 1970年： 《人家的丈夫》
- 1971年： 《大地龍蛇》
- 1971年： 《妙極了》
- 1973年： 《翠穀之戀》
- 1974年： 《大三元》
- 1974年： 《大摩天嶺》
- 1975年： 《女兵日記》
- 1977年： 《白玉京》
- 1978年： 《飄香劍雨》
- 1981年： 《名劍風流》
- 1984年： 《戰爭前夕》
- 1989年:   (咱們都是台灣人)